# Maurizio Vitali
Maurizio Vitali (Savignano sul Rubicone, 17 de marzo de 1957) es un piloto de motociclismo italiano.

## Biografía
Después de comenzar a correr de forma privada a los 19 años en 1976 y ganar el trofeo monomarca Aspes Yuma en 1978, participando en el campeonato de velocidad italiano ganando el título 4 veces entre 1983 y 1991.
Ya en el 1979 debutó en el Mundial y conquistó el primer podio en el GP de Finlandia de 1981, en la categoría de 125cc. También compitió en 250, aunque no con los mismos buenos resultados que el octavo de litro y sus últimas apariciones mundiales se remontan al 1993.
Ha corrido utilizando principalmente la MBA en 125, Garelli en 250, compitiendo en 125 carreras con 2 victorias, la primera en 1983 en el GP de San Marino y la segunda en el GP de San Marino de 1984, ambos en 125.
Se retiró en 1993 aunque siguió vinculado al mundo del Mundial como uno de los responsables del AGV Racing Service integrado dentro de la estructura de la que Dainese dispone para investigación y desarrollo en MotoGP.

## Resultados en el Campeonato del Mundo
Sistema de puntuación desde 1969 hasta 1987:
| Posición | 1.º | 2.º | 3.º | 4.º | 5.º | 6.º | 7.º | 8.º | 9.º | 10.º |
| Puntos   | 15  | 12  | 10  | 8   | 6   | 5   | 4   | 3   | 2   | 1    |

Sistema de puntuación desde 1988 hasta 1991:
| Posición | 1.º | 2.º | 3.º | 4.º | 5.º | 6.º | 7.º | 8.º | 9.º | 10.º | 11.º | 12.º | 13.º | 14.º | 15.º |
| Puntos   | 20  | 17  | 15  | 13  | 11  | 10  | 9   | 8   | 7   | 6    | 5    | 4    | 3    | 2    | 1    |

Sistema de puntuación en 1992:
| Posición | 1.º | 2.º | 3.º | 4.º | 5.º | 6.º | 7.º | 8.º | 9.º | 10.º |
| Puntos   | 20  | 15  | 12  | 10  | 8   | 6   | 4   | 3   | 2   | 1    |

Sistema de puntuación de 1993 hasta 2022:
| Posición | 1.º | 2.º | 3.º | 4.º | 5.º | 6.º | 7.º | 8.º | 9.º | 10.º | 11.º | 12.º | 13.º | 14.º | 15.º |
| Puntos   | 25  | 20  | 16  | 13  | 11  | 10  | 9   | 8   | 7   | 6    | 5    | 4    | 3    | 2    | 1    |

### Carreras por año
| Año  | Categoría | Equipo          | 1       | 2       | 3       | 4       | 5       | 6       | 7       | 8       | 9       | 10      | 11      | 12      | 13      | 14      | 15      | Pts. | Pos. |
| ---- | --------- | --------------- | ------- | ------- | ------- | ------- | ------- | ------- | ------- | ------- | ------- | ------- | ------- | ------- | ------- | ------- | ------- | ---- | ---- |
| 1979 | 125cc     | MBA             | VEN -   | AUT -   | GER -   | NAT Ret | ESP -   | YUG -   | NED -   | FIN -   | GBR -   | CZE -   | FRA -   |         |         |         |         | 0    | -    |
| 1980 | 125cc     | MBA             | NAT 19  | ESP -   | FRA DNQ | YUG Ret | NED -   | BEL -   | FIN -   | GBR -   | CZE -   | GER -   |         |         |         |         |         | 0    | -    |
| 1981 | 125cc     | MBA             | ARG -   | AUT 8   | ALE 14  | NAC 7   | FRA 5   | ESP Ret | YUG 4   | NED 6   |         | RSM Ret | GBR -   | FIN 3   | SUE Ret |         |         | 36   | 9.º  |
| 1982 | 250cc     | Yamaha          |         | AUT 10  | FRA Ret | ESP 9   | NAC Ret | NED Ret | BEL Ret | YUG 4   | GBR 14  | SUE 4   | FIN Ret | CZE Ret |         |         |         | 19   | 13.º |
| 1983 | 125cc     | MBA             |         | FRA 3   | NAC Ret | ALE 5   | ESP 4   | AUT 6   | YUG 2   | NED Ret | BEL Ret | GBR 9   | SUE 10  | SMR 10  |         |         |         | 59   | 4.º  |
| 1983 | 250cc     | MBA             | RSA -   | FRA -   | NAC 15  | ALE -   | ESP -   | AUT -   | YUG -   | NED -   | BEL -   | GBR -   | SUE -   |         |         |         |         | 0    | -    |
| 1984 | 125cc     | MBA             |         | NAC 2   | ESP Ret |         | ALE Ret | FRA 7   |         | NED Ret |         | GBR 5   | SUE 4   | RSM 1   |         |         |         | 45   | 4.º  |
| 1984 | 250cc     | Yamaha          | RSA -   | NAT Ret | ESP -   | AUT -   | GER -   | FRA DNQ | YUG -   | NED -   | BEL -   | GBR -   | SUE -   | RSM 7   |         |         |         | 4    | 25.º |
| 1985 | 250cc     | Agrati Garelli  | RSA 13  | ESP 7   | GER DNS | NAT Ret | AUT 15  | YUG -   | NED -   | BEL -   | FRA Ret | GBR -   | SUE -   | RSM Ret |         |         |         | 5    | 22.º |
| 1986 | 250cc     | Garelli         | ESP 11  | NAC DNQ | ALE 21  | AUT 10  | YUG 26  | NED 16  | BEL 20  | FRA 8   | GBR 12  | SUE 4   | RSM Ret |         |         |         |         | 12   | 15.º |
| 1987 | 250cc     | Garelli         | JAP 19  | ESP 13  | ALE 10  | NAC 9   | AUT 18  | YUG 12  | NED -   | FRA -   | GBR 13  | SUE 8   | CHE 12  | RSM 11  | POR 15  | BRA -   | ARG -   | 6    | 19.º |
| 1988 | 250cc     | Rotax           | JAP -   | USA -   | ESP 13  | EXP 17  | NAC Ret | ALE Ret | AUT 15  | NED Ret | BEL Ret | YUG 10  | FRA Ret | GBR DNS | SUE 14  | CHE 28  | BRA -   | 12   | 26.º |
| 1989 | 250cc     | Honda           | JAP -   | AUS -   | USA -   | ESP -   | NAC 18  | ALE Ret | AUT 14  | YUG Ret | NED Ret | BEL 18  | FRA 29  | GBR 26  | SUE Ret | CHE 18  | BRA -   | 2    | 39.º |
| 1990 | 125cc     | Gazzaniga       | JAP 20  |         | ESP 11  | NAC 9   | ALE Ret | AUT 28  | YUG 8   | NED 12  | BEL 12  | FRA 10  | GBR 6   | SUE 29  | CHE Ret | HUN Ret | AUS Ret | 44   | 14.º |
| 1991 | 125cc     | Gazzaniga       | JAP 28  | AUS 12  |         | ESP Ret | ITA 24  | ALE 13  | AUT 14  | EUR 23  | NED Ret | FRA 22  | GBR 19  | RSM 10  | CHE 7   |         | MAL 13  | 27   | 18.º |
| 1992 | 125cc     | Gazzaniga       | JAP Ret | AUS 15  | MAL 13  | ESP 27  | ITA 12  | EUR -   | ALE 18  | NED Ret | HUN Ret | FRA -   | GBR 17  | BRA Ret | RSA 20  |         |         | 0    | -    |
| 1993 | 125cc     | Marlboro-Yamaha | AUS -   | MAL -   | JAP -   | ESP -   | AUT 21  | ALE Ret | NED -   | EUR -   | RSM -   | GBR DNS | CZE -   | ITA -   | USA -   | FIM -   |         | 0    | -    |

| Color     | Resultado                                                               |
| --------- | ----------------------------------------------------------------------- |
| Oro       | Ganador                                                                 |
| Plata     | 2.ª plaza                                                               |
| Bronce    | 3.ª plaza                                                               |
| Verde     | Finalizó en los puntos                                                  |
| Azul      | Finalizó sin puntos                                                     |
| Azul      | NC - No clasificado                                                     |
| Violeta   | Ret - No terminó (Carrera)                                              |
| Rojo      | DNQ - No se clasificó                                                   |
| Negro     | DSQ - Descalificado                                                     |
| Blanco    | DNS - No empezó (carrera)                                               |
| Blanco    | WD - Retirado (fin de semana)                                           |
| Blanco    | C - Carrera cancelada                                                   |
| Sin color | DNP - Inscrito pero no participó                                        |
| Sin color | INJ - Lesionado                                                         |
| Sin color | EX - Excluido                                                           |
| Estado    | Resultado                                                               |
| Negrita   | Pole position                                                           |
| Cursiva   | Vuelta rápida                                                           |
| †         | Abandona, pero clasifica al completar el porcentaje requerido para ello |